# Enten Lake
Der Enten Lake (englisch) ist ein See auf Südgeorgien im Südatlantik. Auf der Lewin-Halbinsel liegt er in einem Tal, das sich von der Entenbucht in nordwestlicher Richtung erstreckt.
Das UK Antarctic Place-Names Committee benannte ihn 2013 in Anlehnung an die Benennung der Entenbucht. Diese erhielt ihren Namen durch den deutschen Zoologe und Arzt August Emil Alfred Szielasko (1864–1928), der dieses Gebiet bei einem Besuch Südgeorgiens im Jahr 1906 kartiert hatte. Namensgeber ist vermutlich die hier brütende endemischen Unterart der Spitzschwanzente (englisch South Georgia pintail, lateinisch Anas georgica georgica).